# Paravachonium delanoi
Paravachonium delanoi är en spindeldjursart som beskrevs av William B. Muchmore 1982. Paravachonium delanoi ingår i släktet Paravachonium och familjen Bochicidae. Inga underarter finns listade i Catalogue of Life.